# Glas Splita
Glas Splita, list NOO-a Split u drugome svjetskom ratu. Izlazio je ilegalno. Pokrenut je na 2. obljetnicu ustanka naroda Dalmacije (14. kolovoza 1943.). U prvom broju list nije imao naziva, nego ga je tek dobio u drugom broju, koji je izašao 20. kolovoza 1943. godine. Ime je zadržao do kraja. Tiskan je u tehničkim prostorijama (ilegalnim). Radila je od travnja 1942. u kući Bartula Ožića Paića sve do istjerivanja osovinskih snaga iz Splita. Sastanci Mjesnog komiteta Splita bili su mjesto gdje se određivao izgled lista. Ante Radovčić uređivao je list od proljeća 1944. godine.:1086.
List je stanovništvo redovno izvješćivao o stanjima na domaćem i inozemnim ratištima, čiju se stvarnu sliku nije moglo doznati preko osovinskog tiska i radija zbog snažne cenzure. Tekstovi su bili o uspjesima partizanskih postrojba, o suradnji domaćih izdajnika s neprijateljima. Osim ratne tematike, imao je mirnodopske stranice, poput rubrike Vijesti iz grada.:1086.
List je odigrao važnu ulogu. Odigrao je veliku ulogu u podizanju morala stanovništva koje je trpilo pod osovinskom represijom. Porazi Osovine na svim ratištima stvaralo je frustraciju Osovinskih sila koja im se nesumnjivo odrazila u pojačanoj sumnjičavosti, osvetoljubivosti i pojačanom progonu stanovnika i pritisak na stanovništvo, kojim je Osovina kompenzirala ratne gubitke. Budući da je list bio pod krovom komunističkih izdavača, u okolnostima građanskog rata (pored borbe protiv okupatora) snaga pod komunističkim vodstvom protiv osovinske NDH i ostalih domaćih protivnika, uključujući i katolički otpor Osovini, izostajalo je zbog agitpropovskih potreba ali i poslijeratnih interesa realno prikazivanje stvari, pa su pod izdajnike svrstavani i oni politički protivnici koji nisu zasluživali takvu kvalifikaciju. 
Čak i nerazumne i nepotrebne savezničke akcije koje su rezultirale većim štetama po stanovništvo i grad, a možda i većim brojem smrtnih slučaja nego od strane samih okrutnih osovinskih vlasti (koje su nerijetko posezale za smrtnom kaznom), prikazivani su kao korisne i opravdane, što se dobro vidi po opravdavanju savezničkog bombardiranja Splita. U broju Glasa Splita od 8. lipnja 1944. godine pisalo je: 
"Savezničko bombardiranje Splita imalo je velike koristi za našu oslobodilačku borbu. Okupatorske bande zahvatila je divlja panika, tako da su navrat nanos bježali iz grada. Stvorena je strahovita zbrka u čitavom vojnom i administrativnom aparatu ustaške vlasti u gradu. (...) U jednom trenutku krahirao je sav napor ustaša da u gradu stvore prilike koje bi im konvenirale za nesmetano vršenje njihove protunarodne politike."
Politički obračuni i teroristička narav komunističke ideologije provukla se i kroz ovaj list. Vođu HSS-ove mladeži Vojka Krstulovića "Švoru" komunisti su okvalificirali osobu koja "kolaboraciju s okupacijsko-kvislinškim snagama" pokušava vješto prikriti "navodnom borbom za interese hrvatskog naroda". Iz tekstova se vidi da im je smetalo što je HSS pokušavao osmisliti poslijeratnu nekompromitiranu Hrvatsku pod okriljem zapadnih Saveznika, u kojoj bi HSS, stranka s najjačom potporom u Hrvata pred rat, preuzelo vlast. HSS-va politička strategija službenog stranačkog vodstva HSS-a na čelu s Mačkom nazvana je "u suštini kontrarevolucionarnom". Ocrnjivali su svaki pokušaj, pa makar to bilo kao saniranje šteta od bombardiranja, kao političku podvalu. U broju od 18. lipnja 1944. Glas Splita je o Krstuloviću zapisao: "Vojko Krstulović organizira plaćeničke bande 'biele garde', koje sa okupatorskim oružjem u rukama prave zasjede u želji da napakoste dalmatinskim partizanima. U Splitu pretvara 'Narodnu zaštitu' u svoje kukavičko gnijezdo odakle hoće da sutra pucaju na vlastiti narod. Sa slugama okupatora, ustaško-domobranskim gadovima oficirima na čelu sa Zaharijom paktuje i stvara planove kako bi sutra, po istjerivanju okupatora, kojeg je svesrdno pomagao i oduševljavao se dok je on klao hrvatski narod, pobrao plodove narodne krvi i znoja". Nakon što ga je Komunistička partija prvo ocrnila (među ostalim u svojim glasilima) i tako unaprijed osudila, četiri dana poslije dala ga je ubiti iz zasjede na splitskoj ulici. Demokratska bi stranka s tolikim pristašama protivnika bi zarobila i zatvorila na teritoriju pod svojim nadzorom, i poslije rata mu pošteno sudila ako je doista bila sumnja da je izdajnik. Da je Komunističkoj partiji doista bilo do zajedničke suradnje protiv okupatora i time snažnijeg i organiziranijeg otpora zbog sinergije, ne bi to napravila protiv čovjeka koji je zatražio sastanak s višim forumima komunističke gerile i pozivao se na "Krnjevićevu izjavu o zajedničkoj borbi protiv okupatora". HSS je bio politike izbjegavanja nepotrebnih žrtava malog naroda u ratu velikih sila, dok je KP bila suprotnog mišljenja. Tito je u pismu partijskom i vojnom rukovodstvu NOP-a Hrvatske početkom siječnja 1942. godine istakao da je došao "čas da Kompartija Hrvatske smjelo i otvoreno kaže hrvatskom narodu da je takvo držanje vođa HSS-a ne samo štetno već i izdajničko".
Posljednji broj izašao je 15. listopada 1944. godine. 26. listopada 1944. godine partizani su ušli u Split, otjerali osovinske snage (NDH, Treći Reich, oružane pripadnike Talijanske Socijalne Republike) i više nije bilo potrebe za ilegalnim listom.:1086.